# Eneco Tour 2011
L'Eneco Tour 2011, 7a edició de l'Eneco Tour, és una competició ciclista que es desenvolupà entre el 8 i el 14 d'agost de 2011. La prova forma part de l'UCI World Tour 2011. La cursa es disputà una setmana abans que l'edició anterior i ho feu amb un pròleg inicial i sis etapes, una menys que el 2010.
La victòria fou pel noruec Edvald Boasson Hagen (Team Sky) que s'imposà per davant de Philippe Gilbert (Omega Pharma-Lotto) i David Millar (Garmin-Cervélo). Boasson Hagen va basar la seva victòria final en la bona contrarellotge individual que va fer en la 4a etapa i que li va valer un lideratge que sabé conservar fins a l'arribada final.
Boasson Hagen també va aconseguir la victòria en la classificació per punts, dels joves i dels esprints, mentre que la classificació per equips fou pel Team RadioShack, que quedà empatat a temps amb l'Team Sky.

## Equips participants
Com a prova World Tour els 18 equips d'aquesta categoria hi prenen part. Són convidats a participar-hi quatre equips continentals professionals: Skil-Shimano, Topsport Vlaanderen-Mercator, Cofidis i Verandas Willems-Accent.
| Núm     | Codi | Equip                        |
| ------- | ---- | ---------------------------- |
| 1-8     | THR  | Team HTC-High Road           |
| 11-18   | RAB  | Rabobank ProTeam             |
| 21-28   | SKY  | Team Sky                     |
| 31-38   | SBS  | Saxo Bank-Sungard            |
| 41-48   | GRM  | Garmin-Cervélo               |
| 51-58   | RSH  | Team RadioShack              |
| 61-68   | TSV  | Topsport Vlaanderen-Mercator |
| 71-77   | OLO  | Omega Pharma-Lotto           |
| 81-88   | LIQ  | Liquigas-Cannondale          |
| 91-98   | QSR  | QuickStep Cycling Team       |
| 101-108 | VCD  | Vacansoleil-DCM              |

| Núm     | Codi | Equip                   |
| ------- | ---- | ----------------------- |
| 111-118 | SKS  | Skil-Shimano            |
| 121-126 | KAT  | Team Katusha            |
| 131-138 | MOV  | Movistar Team           |
| 141-148 | EUS  | Euskaltel–Euskadi       |
| 151-158 | AST  | Astana Qazaqstan Team   |
| 161-168 | LEO  | Leopard Trek            |
| 171-177 | LAM  | Lampre-ISD              |
| 181-188 | BMC  | BMC Racing Team         |
| 191-198 | ALM  | AG2R La Mondiale        |
| 201-208 | COF  | Cofidis                 |
| 211-218 | VWA  | Verandas Willems-Accent |

## Recorregut
| Etapa    | Data       | Recorregut                      | Països        | Km         | Vencedor d'etapa     | Líder de la general  |
| -------- | ---------- | ------------------------------- | ------------- | ---------- | -------------------- | -------------------- |
| Pròleg   | 8 d'agost  | Amersfoort - Amersfoort         | Països Baixos | 5,7 (CRI)  | Taylor Phinney       | Taylor Phinney       |
| 1a etapa | 9 d'agost  | Oosterhout - Sint Willebrord    | Països Baixos | 192,1      | André Greipel        | Taylor Phinney       |
| 2a etapa | 10 d'agost | Aalter - Ardooie                | Bèlgica       | 173,7      | André Greipel        | Taylor Phinney       |
| 3a etapa | 11 d'agost | Heers - Andenne                 | Bèlgica       | 191.2      | Philippe Gilbert     | Philippe Gilbert     |
| 4a etapa | 12 d'agost | Roermond - Roermond             | Països Baixos | 14,7 (CRI) | Jesse Sergent        | Edvald Boasson Hagen |
| 5a etapa | 13 d'agost | Genk - Genk                     | Bèlgica       | 189,2      | Matteo Bono          | Edvald Boasson Hagen |
| 6a etapa | 14 d'agost | Sittard-Geleen - Sittard-Geleen | Països Baixos | 201,2      | Edvald Boasson Hagen | Edvald Boasson Hagen |

## Etapes

### Pròleg
8 d'agost de 2011 – Amersfoort (Països Baixos), 5,7 km (CRI)
|    | Ciclista             | Equip              | Temps  |
| -- | -------------------- | ------------------ | ------ |
| 1  | Taylor Phinney       | BMC Racing Team    | 6' 57" |
| 2  | Edvald Boasson Hagen | Team Sky           | + 07"  |
| 3  | David Millar         | Garmin-Cervélo     | + 08"  |
| 4  | Alex Rasmussen       | Team HTC-High Road | + 09"  |
| 5  | Lars Boom            | Rabobank ProTeam   | + 10"  |
| 6  | Jos van Emden        | Rabobank ProTeam   | + 11"  |
| 7  | Jesse Sergent        | Team RadioShack    | + 12"  |
| 8  | Philippe Gilbert     | Omega Pharma-Lotto | + 15"  |
| 9  | Geraint Thomas       | Team Sky           | + 18"  |
| 10 | Robert Wagner        | Leopard Trek       | + 18"  |

|    | Ciclista             | Equip              | Temps  |
| -- | -------------------- | ------------------ | ------ |
| 1  | Taylor Phinney       | BMC Racing Team    | 6' 57" |
| 2  | Edvald Boasson Hagen | Team Sky           | + 07"  |
| 3  | David Millar         | Garmin-Cervélo     | + 08"  |
| 4  | Alex Rasmussen       | Team HTC-High Road | + 09"  |
| 5  | Lars Boom            | Rabobank ProTeam   | + 10"  |
| 6  | Jos van Emden        | Rabobank ProTeam   | + 11"  |
| 7  | Jesse Sergent        | Team RadioShack    | + 12"  |
| 8  | Philippe Gilbert     | Omega Pharma-Lotto | + 15"  |
| 9  | Geraint Thomas       | Team Sky           | + 18"  |
| 10 | Robert Wagner        | Leopard Trek       | + 18"  |

### Etapa 1
9 d'agost de 2011; Oosterhout - Sint Willebrord, 192,1 km
|    | Ciclista             | Equip                  | Temps     |
| -- | -------------------- | ---------------------- | --------- |
| 1  | André Greipel        | Omega Pharma-Lotto     | 4h 21 20" |
| 2  | Denis Galimziànov    | Team Katusha           | m. t.     |
| 3  | Tyler Farrar         | Garmin-Cervélo         | m. t.     |
| 4  | Theo Bos             | Rabobank ProTeam       | m. t.     |
| 5  | Tom Veelers          | Skil-Shimano           | m. t.     |
| 6  | Edvald Boasson Hagen | Team Sky               | m. t.     |
| 7  | Taylor Phinney       | BMC Racing Team        | m. t.     |
| 8  | Mirko Selvaggi       | Vacansoleil-DCM        | m. t.     |
| 9  | Gerald Ciolek        | QuickStep Cycling Team | m. t.     |
| 10 | Grega Bole           | Lampre-ISD             | m. t.     |

|    | Ciclista             | Equip              | Temps  |
| -- | -------------------- | ------------------ | ------ |
| 1  | Taylor Phinney       | BMC Racing Team    | 6' 57" |
| 2  | Edvald Boasson Hagen | Team Sky           | + 07"  |
| 3  | David Millar         | Garmin-Cervélo     | + 08"  |
| 4  | Alex Rasmussen       | Team HTC-High Road | + 09"  |
| 5  | Lars Boom            | Rabobank ProTeam   | + 10"  |
| 6  | Jos van Emden        | Rabobank ProTeam   | + 11"  |
| 7  | Jesse Sergent        | Team RadioShack    | + 12"  |
| 8  | Philippe Gilbert     | Omega Pharma-Lotto | + 15"  |
| 9  | Geraint Thomas       | Team Sky           | + 18"  |
| 10 | Robert Wagner        | Leopard Trek       | + 18"  |

### Etapa 2
10 d'agost de 2011; Aalter - Ardooie, 169,1 km
|    | Ciclista             | Equip                        | Temps      |
| -- | -------------------- | ---------------------------- | ---------- |
| 1  | André Greipel        | Omega Pharma-Lotto           | 4h 07' 21" |
| 2  | Tyler Farrar         | Garmin-Cervélo               | m. t.      |
| 3  | Edvald Boasson Hagen | Team Sky                     | m. t.      |
| 4  | Jempy Drucker        | Verandas Willems-Accent      | m. t.      |
| 5  | Baden Cooke          | Saxo Bank-Sungard            | m. t.      |
| 6  | Taylor Phinney       | BMC Racing Team              | m. t.      |
| 7  | Tom Veelers          | Skil-Shimano                 | m. t.      |
| 8  | Grega Bole           | Lampre-ISD                   | m. t.      |
| 9  | Michael van Staeyen  | Topsport Vlaanderen-Mercator | m. t.      |
| 10 | Mark Renshaw         | Team HTC-High Road           | m. t.      |

|    | Ciclista             | Equip              | Temps      |
| -- | -------------------- | ------------------ | ---------- |
| 1  | Taylor Phinney       | BMC Racing Team    | 8h 35' 38" |
| 2  | Edvald Boasson Hagen | Team Sky           | + 03"      |
| 3  | David Millar         | Garmin-Cervélo     | + 08"      |
| 4  | Alex Rasmussen       | Team HTC-High Road | + 09"      |
| 5  | André Greipel        | Omega Pharma-Lotto | + 10"      |
| 6  | Lars Boom            | Rabobank ProTeam   | + 10"      |
| 7  | Jos van Emden        | Rabobank ProTeam   | + 11"      |
| 8  | Jesse Sergent        | Team RadioShack    | + 12"      |
| 9  | Philippe Gilbert     | Omega Pharma-Lotto | + 15"      |
| 10 | Tyler Farrar         | Garmin-Cervélo     | + 17"      |

### Etapa 3
11 d'agost de 2011. Heers - Andenne, 184 km
|    | Ciclista             | Equip                  | Temps      |
| -- | -------------------- | ---------------------- | ---------- |
| 1  | Philippe Gilbert     | Omega Pharma-Lotto     | 4h 54' 53" |
| 2  | Grega Bole           | Lampre-ISD             | + 08"      |
| 3  | Ben Hermans          | Team RadioShack        | + 08"      |
| 4  | Koen de Kort         | Skil-Shimano           | + 08"      |
| 5  | Linus Gerdemann      | Leopard Trek           | + 08"      |
| 6  | Zdenek Stybar        | QuickStep Cycling Team | + 08"      |
| 7  | Dries Devenyns       | QuickStep Cycling Team | + 08"      |
| 8  | Lars Bak             | Team HTC-High Road     | + 08"      |
| 9  | Edvald Boasson Hagen | Team Sky               | + 08"      |
| 10 | Greg Van Avermaet    | BMC Racing Team        | + 08"      |

|    | Ciclista             | Equip                        | Temps       |
| -- | -------------------- | ---------------------------- | ----------- |
| 1  | Philippe Gilbert     | Omega Pharma-Lotto           | 13h 30' 34" |
| 2  | Edvald Boasson Hagen | Team Sky                     | + 05"       |
| 3  | David Millar         | Garmin-Cervélo               | + 13"       |
| 4  | Dominique Cornu      | Topsport Vlaanderen-Mercator | + 23"       |
| 5  | Ben Hermans          | Team RadioShack              | + 25"       |
| 6  | Grega Bole           | Lampre-ISD                   | + 32"       |
| 7  | Lars Bak             | Team HTC-High Road           | + 34"       |
| 8  | Taylor Phinney       | BMC Racing Team              | + 34"       |
| 9  | Dries Devenyns       | QuickStep Cycling Team       | + 35"       |
| 10 | Joost van Leijen     | Vacansoleil-DCM              | + 36"       |

### Etapa 4
12 d'agost de 2011; Roermond - Roermond, 14,7 km (CRI)
|    | Ciclista             | Equip              | Temps   |
| -- | -------------------- | ------------------ | ------- |
| 1  | Jesse Sergent        | Team RadioShack    | 17' 55" |
| 2  | Alex Rasmussen       | Team HTC-High Road | + 14"   |
| 3  | Jürgen Roelandts     | Omega Pharma-Lotto | + 20"   |
| 4  | Vladímir Issàitxev   | Team Katusha       | + 27"   |
| 5  | Lars Boom            | Rabobank ProTeam   | + 27"   |
| 6  | Jens Mouris          | Vacansoleil-DCM    | + 30"   |
| 7  | Maarten Tjallingii   | Rabobank ProTeam   | + 30"   |
| 8  | Taylor Phinney       | BMC Racing Team    | + 30"   |
| 9  | Edvald Boasson Hagen | Team Sky           | + 32"   |
| 10 | Bert Grabsch         | Team HTC-High Road | + 34"   |

|    | Ciclista             | Equip                        | Temps       |
| -- | -------------------- | ---------------------------- | ----------- |
| 1  | Edvald Boasson Hagen | Team Sky                     | 13h 49' 06" |
| 2  | Philippe Gilbert     | Omega Pharma-Lotto           | + 12"       |
| 3  | David Millar         | Garmin-Cervélo               | + 18"       |
| 4  | Taylor Phinney       | BMC Racing Team              | + 27"       |
| 5  | Jos van Emden        | Rabobank ProTeam             | + 47"       |
| 6  | Joost van Leijen     | Vacansoleil-DCM              | + 54"       |
| 7  | Dominique Cornu      | Topsport Vlaanderen-Mercator | + 57"       |
| 8  | Dries Devenyns       | QuickStep Cycling Team       | + 58"       |
| 9  | Ben Hermans          | Team RadioShack              | + 59"       |
| 10 | Linus Gerdemann      | Leopard Trek                 | + 1' 03"    |

### Etapa 5
13 d'agost de 2011; Genk - Genk, 187 km
|    | Ciclista          | Equip                 | Temps      |
| -- | ----------------- | --------------------- | ---------- |
| 1  | Matteo Bono       | Lampre-ISD            | 4h 12' 14" |
| 2  | Sergey Renev      | Astana Qazaqstan Team | m. t.      |
| 3  | Artiom Ovetxkin   | Team Katusha          | + 03"      |
| 4  | Tomas Vaitkus     | Astana Qazaqstan Team | + 06"      |
| 5  | Jürgen Roelandts  | Omega Pharma-Lotto    | + 06"      |
| 6  | Denís Galimziànov | Team Katusha          | + 06"      |
| 7  | Kenny van Hummel  | Skil-Shimano          | + 06"      |
| 8  | Jacopo Guarnieri  | Liquigas-Cannondale   | + 06"      |
| 9  | Robbie McEwen     | Team RadioShack       | + 06"      |
| 10 | Taylor Phinney    | BMC Racing Team       | + 06"      |

|    | Ciclista             | Equip                        | Temps       |
| -- | -------------------- | ---------------------------- | ----------- |
| 1  | Edvald Boasson Hagen | Team Sky                     | 18h 01' 26" |
| 2  | Philippe Gilbert     | Omega Pharma-Lotto           | + 12"       |
| 3  | David Millar         | Garmin-Cervélo               | + 18"       |
| 4  | Taylor Phinney       | BMC Racing Team              | + 27"       |
| 5  | Jos van Emden        | Rabobank ProTeam             | + 47"       |
| 6  | Joost van Leijen     | Vacansoleil-DCM              | + 54"       |
| 7  | Dominique Cornu      | Topsport Vlaanderen-Mercator | + 57"       |
| 8  | Dries Devenyns       | QuickStep Cycling Team       | + 58"       |
| 9  | Ben Hermans          | Team RadioShack              | + 59"       |
| 10 | Linus Gerdemann      | Leopard Trek                 | + 1' 03"    |

### Etapa 6
14 d'agost de 2011; Sittard-Geleen - Sittard-Geleen, 201,2 km
|    | Ciclista               | Equip                  | Temps      |
| -- | ---------------------- | ---------------------- | ---------- |
| 1  | Edvald Boasson Hagen   | Team Sky               | 4h 29' 42" |
| 2  | Manuel Antonio Cardoso | Team RadioShack        | m. t.      |
| 3  | Lars Boom              | Rabobank ProTeam       | m. t.      |
| 4  | Grega Bole             | Lampre-ISD             | m. t.      |
| 5  | Damiano Caruso         | Liquigas-Cannondale    | m. t.      |
| 6  | Andreas Stauff         | QuickStep Cycling Team | m. t.      |
| 7  | Tomas Vaitkus          | Astana Qazaqstan Team  | m. t.      |
| 8  | Simone Ponzi           | Liquigas-Cannondale    | m. t.      |
| 9  | Koen de Kort           | Skil-Shimano           | m. t.      |
| 10 | Vladímir Gússev        | Team Katusha           | m. t.      |

|    | Ciclista             | Equip                        | Temps       |
| -- | -------------------- | ---------------------------- | ----------- |
| 1  | Edvald Boasson Hagen | Team Sky                     | 22h 30' 58" |
| 2  | Philippe Gilbert     | Omega Pharma-Lotto           | + 22"       |
| 3  | David Millar         | Garmin-Cervélo               | + 28"       |
| 4  | Taylor Phinney       | BMC Racing Team              | + 35"       |
| 5  | Jos van Emden        | Rabobank ProTeam             | + 57"       |
| 6  | Joost van Leijen     | Vacansoleil-DCM              | + 1' 04"    |
| 7  | Dominique Cornu      | Topsport Vlaanderen-Mercator | + 1' 07"    |
| 8  | Dries Devenyns       | QuickStep Cycling Team       | + 1' 08"    |
| 9  | Ben Hermans          | Team RadioShack              | + 1' 09"    |
| 10 | Linus Gerdemann      | Leopard Trek                 | + 1' 13"    |

## Classificacions finals

### Classificació general
|    | Ciclista             | Equip                        | Temps       |
| -- | -------------------- | ---------------------------- | ----------- |
| 1  | Edvald Boasson Hagen | Team Sky                     | 22h 30' 58" |
| 2  | Philippe Gilbert     | Omega Pharma-Lotto           | + 22"       |
| 3  | David Millar         | Garmin-Cervélo               | + 28"       |
| 4  | Taylor Phinney       | BMC Racing Team              | + 35"       |
| 5  | Jos van Emden        | Rabobank ProTeam             | + 57"       |
| 6  | Joost van Leijen     | Vacansoleil-DCM              | + 1' 04"    |
| 7  | Dominique Cornu      | Topsport Vlaanderen-Mercator | + 1' 07"    |
| 8  | Dries Devenyns       | QuickStep Cycling Team       | + 1' 08"    |
| 9  | Ben Hermans          | Team RadioShack              | + 1' 09"    |
| 10 | Linus Gerdemann      | Leopard Trek                 | + 1' 13"    |

|   | Ciclista             | Equip              | Punts |
| - | -------------------- | ------------------ | ----- |
| 1 | Edvald Boasson Hagen | Team Sky           | 122   |
| 2 | Taylor Phinney       | BMC Racing Team    | 85    |
| 3 | André Greipel        | Omega Pharma-Lotto | 68    |
| 4 | Grega Bole           | Lampre-ISD         | 66    |
| 5 | Lars Boom            | Rabobank ProTeam   | 56    |

|   | Ciclista             | Equip               | Temps       |
| - | -------------------- | ------------------- | ----------- |
| 1 | Edvald Boasson Hagen | Team Sky            | 22h 30' 58" |
| 2 | Taylor Phinney       | BMC Racing Team     | + 35"       |
| 3 | Ben Hermans          | Team RadioShack     | + 1' 09"    |
| 4 | Damiano Caruso       | Liquigas-Cannondale | + 2' 04"    |
| 5 | Maxime Vantomme      | Team Katusha        | + 2' 19"    |

### Classificació per equips
|   | Equip            | Temps       |
| - | ---------------- | ----------- |
| 1 | Team RadioShack  | 68h 45' 24" |
| 2 | Team Sky         | m. t.       |
| 3 | Rabobank ProTeam | + 22"       |
| 4 | BMC Racing Team  | + 2' 11"    |
| 5 | Team Katusha     | + 2' 13"    |

## Evolució de les classificacions
| Etapa (Vencedor)                | Classificació general | Classificació per punts | Classificació dels joves | Classificació per equips |
| ------------------------------- | --------------------- | ----------------------- | ------------------------ | ------------------------ |
| Pròleg (Taylor Phinney)         | Taylor Phinney        | Taylor Phinney          | Taylor Phinney           | Rabobank ProTeam         |
| 1a etapa (André Greipel)        | Taylor Phinney        | Taylor Phinney          | Taylor Phinney           | Rabobank ProTeam         |
| 2a etapa (André Greipel)        | Taylor Phinney        | Edvald Boasson Hagen    | Taylor Phinney           | Rabobank ProTeam         |
| 3a etapa (Philippe Gilbert)     | Philippe Gilbert      | Edvald Boasson Hagen    | Edvald Boasson Hagen     | Team Sky                 |
| 4a etapa (Jesse Sergent)        | Edvald Boasson Hagen  | Edvald Boasson Hagen    | Edvald Boasson Hagen     | Team RadioShack          |
| 5a etapa (Matteo Bono)          | Edvald Boasson Hagen  | Edvald Boasson Hagen    | Edvald Boasson Hagen     | Team RadioShack          |
| 6a etapa (Edvald Boasson Hagen) | Edvald Boasson Hagen  | Edvald Boasson Hagen    | Edvald Boasson Hagen     | Team RadioShack          |
| Classificacions finals          | Edvald Boasson Hagen  | Edvald Boasson Hagen    | Edvald Boasson Hagen     | Team RadioShack          |

## UCI World Tour
L'Eneco Tour atorga punts per l'UCI World Tour 2011, però sols pels ciclistes dels equips amb categoria ProTeam.
| Posició               | 1r  | 2n | 3r | 4t | 5è | 6è | 7è | 8è | 9è | 10è |
| Classificació general | 100 | 80 | 70 | 60 | 50 | 40 | 30 | 20 | 10 | 4   |
| Per etapa             | 6   | 4  | 2  | 1  | 1  |    |    |    |    |     |

| #  | Ciclista               | Equip                  | Punts |
| -- | ---------------------- | ---------------------- | ----- |
| 1  | Edvald Boasson Hagen   | Team Sky               | 112   |
| 2  | Philippe Gilbert       | Omega Pharma-Lotto     | 86    |
| 3  | David Millar           | Garmin-Cervélo         | 72    |
| 4  | Taylor Phinney         | BMC Racing Team        | 66    |
| 5  | Jos van Emden          | Rabobank ProTeam       | 50    |
| 6  | Joost van Leijen       | Vacansoleil-DCM        | 40    |
| 7  | Dries Devenyns         | QuickStep Cycling Team | 20    |
| 8  | André Greipel          | Omega Pharma-Lotto     | 12    |
| -  | Ben Hermans            | Team RadioShack        | 12    |
| 10 | Tyler Farrar           | Garmin-Cervélo         | 6     |
| -  | Jesse Sergent          | Team RadioShack        | 6     |
| -  | Matteo Bono            | Lampre-ISD             | 6     |
| 13 | Alex Rasmussen         | Team HTC-High Road     | 5     |
| -  | Grega Bole             | Lampre-ISD             | 5     |
| -  | Linus Gerdemann        | Leopard Trek           | 5     |
| 16 | Denis Galimziànov      | Team Katusha           | 4     |
| -  | Sergey Renev           | Astana Qazaqstan Team  | 4     |
| -  | Manuel Antonio Cardoso | Team RadioShack        | 4     |
| -  | Lars Boom              | Rabobank ProTeam       | 4     |
| 20 | Jürgen Roelandts       | Omega Pharma-Lotto     | 3     |
| 21 | Artiom Ovetxkin        | Team Katusha           | 2     |
| 22 | Theo Bos               | Rabobank ProTeam       | 1     |
| -  | Baden Cooke            | Saxo Bank-Sungard      | 1     |
| -  | Vladimir Issàitxev     | Team Katusha           | 1     |
| -  | Tomas Vaitkus          | Astana Qazaqstan Team  | 1     |
| -  | Damiano Caruso         | Liquigas-Cannondale    | 1     |